# تقی اسماعیل‌اف
تقی اسماعیل‌اف (ترکی آذربایجانی: Tağı Məşədi Mahmud oğlu İsmayılov؛ ۱۸۸۷ – ۱۹۵۸) سیاست‌مدار اهل جمهوری سوسیالیستی آذربایجان شوروی بود.
وی همچنین برندهٔ جوایزی همچون نشان برجسته افتخار شده‌است.